# Síň slávy evropského stolního tenisu
Síň slávy evropského stolního tenisu, též Síň slávy ETTU, je síní slávy evropské organizace stolního tenisu ETTU (European Table Tennis Union). Síň vznikla v ruském Jekatěrinburgu v září 2015. Mezi prvními do ni byla přímo v sídle uvedena i česká stolní tenistka Marie Hrachová.

## Členové
Ke konci roku 2019 měla síň slávy 61 členů:

### 2015
- Gizella Farkasová, Maďarsko
- Marie Hrachová, Československo, Česko
- Andrzej Grubba, Polsko
- Jean-Philippe Gatien, Francie
- Werner Schlager, Rakousko
- Eberhard Schöler, Německo
- Bettine Vriesekoopová, Nizozemsko
- Mária Mednyánszky, Maďarsko
- Tamara Borošová, Jugoslávie, Chorvatsko
- Jörg Rosskoppf, Německo
- Dragutin Šurbek, Jugoslávie, Chorvatsko
- Jan-Ove Waldner, Švédsko
- Valentina Popovová, Sovětský svaz, Slovensko
- Jörgen Persson, Švédsko
- Otilia Bădescu, Rumunsko
- Mikael Appelgren, Švédsko
- Judit Magosová, Maďarsko
- Zoja Rudnova, Sovětský svaz, Rusko
- Fliura Bulatova, Sovětský svaz, Uzbekistán, Itálie
- Jill Parker-Hammersley-Shirley, Spojené království, Anglie
- Ella Zeller-Constantinescu, Rumunsko
- Éva Kócziánova, Maďarsko
- Viktor Barna, Maďarsko
- Richard Bergmann, Rakousko, Spojené království
- Stellan Bengtsson, Švédsko
- Kjell Johansson, Švédsko
- Gabor Gergely, Maďarsko
- Ferenc Sido, Československo, Maďarsko
- Angelica Rozeanuová, Rumunsko, Izrael
- Gertrude Pritziová, Rakousko
- Maria Alexandruová, Rumunsko
- Csilla Batorfiová, Maďarsko
- Johnny Leach, Spojené království
- Zoltan Berczik, Maďarsko
- Istvan Jonyer, Maďarsko
- Tibor Klampár, Maďarsko

### 2016
- Jean-Michel Saive, Belgie
- Bohumil Váňa, Československo
- Fred Perry, Spojené království
- Zarko Dolinar, Jugoslávie, Chorvatsko
- Hans Alsér, Švédsko
- Agnes Simonová, Maďarsko
- Diane Schöler, Spojené království, Německo
- Marie Kettnerová, Československo, Česko
- Anna Siposová, Maďarsko

### 2017
- Vlasta Depetrisová, Československo, Česko
- Roland Jacobiová, Maďarsko
- Jacques Secrétin, Francie
- Nicole Struse, Německo

### 2019
- Li Ťiao, Nizozemsko
- Peter Karlsson, Švédsko
- Antun Stipančić, Jugoslávie, Chorvatsko